# Élections des gouverneurs américains de 2006

Carte des résultats
Conservé par les Républicains.
Conservé par les Démocrates.
Gagné par les Démocrates.

Les élections des gouverneurs américains de 2006 se sont tenues le 7 novembre 2006 dans 36 États américains, 22 détenus par des Républicains et 14 par des Démocrates.
Ces élections se sont tenues le même jour que les élections de mi-mandat pour la Chambre des représentants et le Sénat.
Les Démocrates ont gagné sur les Républicains dans des États où le sortant ne se représentait pas : l'Arkansas, le Colorado, le Massachusetts, New York et l'Ohio. Ils ont aussi battu le sortant républicain Robert Ehrlich dans le Maryland. Dans le même temps, ils ont conservé l'ensemble de leurs sièges.
Les électeurs de Guam (alors détenu par les Républicains), des Îles Vierges des États-Unis (Démocrate) et de Porto Rico (Démocrate) étaient aussi appelés aux urnes pour élire leur gouverneur. Les électeurs ont aussi élu un nouveau maire du district de Colombia.
Après ces élections, les Démocrates détiennent désormais 28 États et les Républicains 22, soit l'exact opposé de la situation pré-électorale. Les Républicains perdent une majorité qu'ils détenaient depuis 1995, mais qu'ils gagneront de nouveau par la suite en 2007.

## Cadre institutionnel et mode de scrutin
Les législations et les constitutions des différents États des États-Unis fixent le déroulement des scrutins au niveau des États et au niveau local. Ces scrutins concernent différentes fonctions électives. Les gouverneurs et les lieutenant-gouverneurs sont élus dans chaque État (parfois sur un 'ticket' commun, parfois séparément, parfois sur des années différentes), et des gouverneurs sont aussi élus dans les territoires des Samoa américaines, de Guam, des Îles Mariannes du Nord, de Porto Rico et des Îles Vierges des États-Unis. Les membres des assemblées des États sont aussi élus.
Certains États élisent également leur State attorney general, leur Secretary of state ou encore les membres de leur Cour suprême.
Pour des raisons de facilité et de coût, les élections à ces différentes fonctions se tiennent généralement en même temps, et parfois concomitamment avec des élections fédérales (présidentielle, législatives, sénatoriales).

## Résultats
| Parti | Parti             | États   | États    | États | États | Total | Total | Total | Territoires | Territoires | Territoires | Territoires |
| Parti | Parti             | Sortant | Conservé | Gagné | Perdu | Avant | Après | +/−   | Sortant     | Conservé    | Gagné       | Perdu       |
| ----- | ----------------- | ------- | -------- | ----- | ----- | ----- | ----- | ----- | ----------- | ----------- | ----------- | ----------- |
|       | Parti démocrate   | 14      | 14       | 6     | -     | 22    | 28    | +6    | 1           | 1           | -           | -           |
|       | Parti républicain | 22      | 16       | -     | 6     | 28    | 22    | -6    | 1           | 1           | -           | -           |
| Total | Total             | 36      | -        | -     | -     | 50    | 50    | -     | 2           | -           | -           | -           |